# Linje 10 (Pekings tunnelbana)

Linje 10s sträckning.

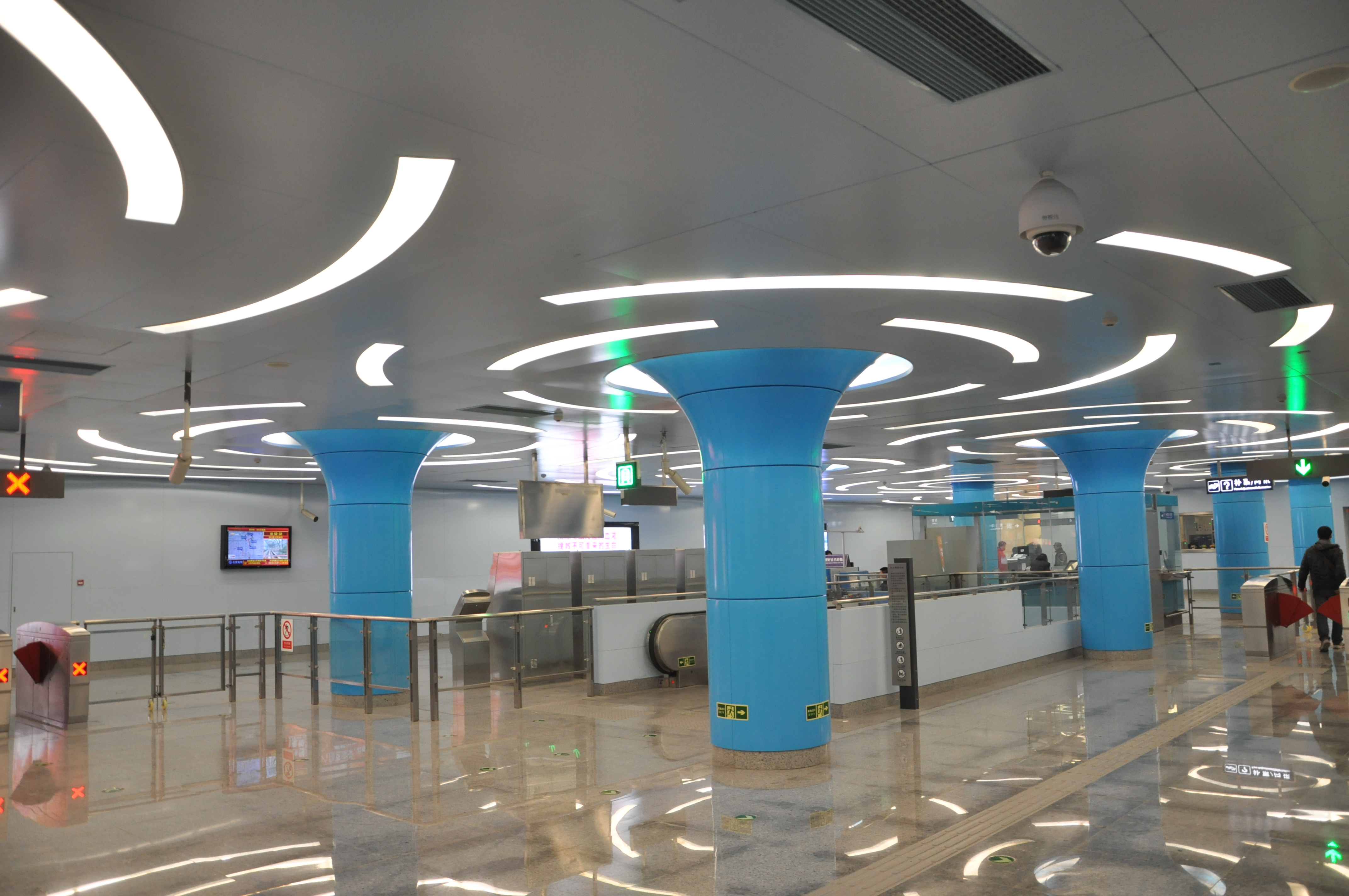
Stationen Panjiayuan på Linje 10.

Linje 10 (北京地铁10号线; Běijīng dìtiě shíhào xiàn) är en linje i Pekings tunnelbana. Linjen är en sluten ringlinje och den andra ringlinjen i tunnelbanesystemet efter Linje 2. Linje 10 löper i en kvadratisk bana innanför Fjärde ringvägen. Linje 10 är en av världens absolut längsta tunnelbanelinjer som löper under jord. Linje 10 är i kartor och på skyltar märkt med himmelsblå färg.     

## Sträckning
Linje 10 trafikerar i en ungefär kvadratisk sluten bana där norra sträckningen går från Bagou i Haidiandistriktet i nordväst och öster ut mellan norra Tredje och Fjärde ringvägen och följer gatan Tuchenglu (土城路) söder om Olympiaparken längs lämningarna av den historiska staden Khanbaliks norra stadsmur. Östra sträckningen följer östra Tredje ringvägen förbi Sanlitun, Guomao och Panjiayuan. Södra sträckningen går ungefär mitt mellan södra Tredje och Fjärde ringvägen. Den västra sträckningen går överlag utanför västra Tredje ringvägen men kring Chang'anavenyn och söder ut till Jinggang'ao Expressway följer den precis längs ringvägen.
Linje 10 trafikerar 45 stationer varav 15 är stations med möjlighet till byte. Linje 10 är 57,0 km lång.

## Trafikeringstider
Vissa tåg trafikerar den fulla ringlinjen medan en expresservice med partiell serviceväg trafikerar från Chedaogou och Songjiazhuang.
Under rusningstrafiken på morgonen mellan 07:00 och 09:00 är mellanrummen mellan tågen 02:30 i medurs färdväg och 02:05 moturs. Under kvällsrusningen mellan 17:00 och 20:00 är mellanrummen mellan tågen 02:05 i medurs färdväg och 02:30 moturs. Övriga tider är  mellanrummen mellan tågen 05:00 i medurs färdväg och 04:10 moturs. Ett fullt varv runt hela ringlinjen tar ungefär 104 minuter.
Första tåget i medurs riktning avgår 04:47 från Chedaogou. Det första tåget i moturs riktning avgår 04:59 från Cishousi. Sista tåget i medurs riktning som går hela varvet avgår 22:31 från Bagou och avslutar sedan kl 00:17 tillbaka i Bagou. Sista tåget i moturs riktning som går hela varvet avgår 22:41 från Chedaogou och avslutar sedan kl 00:26 tillbaka i Chedaogou.

## Biljettpriser
Prissättningen på biljetterna avgörs av färdsträckan.
- 3 yuan (¥) för resor upp till 6 km.
- 4 yuan för resor 6 till 12 km.
- 5 yuan för resor 12 till 22 km.
- 6 yuan för resor 22 till 32 km.
- Ytterligare 2 yuan för varje ytterligare 20 km. utöver 32 km.

## Historia
Linje 10 öppnade 19 juli 2008 med 22 stationer och 24,6 km från Bagou till Jinsong. 30 december 2012 förlängdes linjen söder ut från Bagou till Xiju med 9 stationer och även väster ut med 12 stationer från Jinsong till Shoujingmao. 5 maj 2013 slöts loppen genom att Xiju förbands med Shoujingmao.

## Lista över stationer
Från nordväst och medurs:
- Bagou (巴沟)
- Suzhoujie (苏州街)
- Haidian Huangzhuang (海淀黄庄) (byte till      Linje 4)
- Zhichunli (知春里)
- Zhichunlu (知春路) (byte till      Linje 13)
- Xitucheng (西土城) (byte till      Changpinglinjen)
- Mudanyuan (牡丹园) (byte till      Linje 19)
- Jiandemen (健德门)
- Beitucheng (北土城) (byte till      Linje 8)
- Anzhenmen (安贞门)
- Huixin Xijie Nankou (惠新西街南口)  (byte till      Linje 5)
- Shaoyaoju (芍药居)  (byte till      Linje 13)
- Taiyanggong (太阳宫)
- Sanyuanqiao (三元桥) (byte till      Capital Airport Express)
- Liangmaqiao (亮马桥)
- Agricultural Exhibition Center (农业展览馆)
- Tuanjiehu (团结湖)
- Hujialou (呼家楼) (byte till      Linje 6)
- Jintaixizhao (金台夕照)
- Guomao (国贸) (byte till      Linje 1)
- Shuangjing (双井) (byte till      Linje 7)
- Jinsong (劲松)
- Panjiayuan (潘家园)
- Shilihe (十里河) (byte till      Linje 14 och      Linje 17)
- Fenzhongsi (分钟寺)
- Chenshousi (成寿寺)
- Songjiazhuang (宋家庄) (byte till      Linje 5 och      Yizhuanglinjen)
- Shiliuzhuang (石榴庄)
- Dahongmen (大红门)
- Jiaomen East (角门东)
- Jiaomen West (角门西) (byte till      Linje 4)
- Caoqiao (草桥) (byte till      Linje 19 och      Daxing Airport Express)
- Jijiamiao (纪家庙)
- Shoujingmao (首经贸) (byte till      Fangshanlinjen)
- Fengtai Railway Station (丰台站) (byte till      Linje 16)
- Niwa (泥洼）
- Xiju (西局) (byte till      Linje 14)
- Liuliqiao (六里桥) (byte till      Linje 9)
- Lianhuaqiao (莲花桥)
- Gongzhufen (公主坟) (byte till      Linje 1)
- Xidiaoyutai (西钓鱼台)
- Cishousi (慈寿寺) (byte till      Linje 6)
- Chedaogou (车道沟)
- Changchunqiao (长春桥)
- Huoqiying (火器营)